# Siphonodentalium jaeckeli
Siphonodentalium jaeckeli är en blötdjursart som beskrevs av Victor Scarabino 1995. Siphonodentalium jaeckeli ingår i släktet Siphonodentalium och familjen Gadilidae. Inga underarter finns listade i Catalogue of Life.